# A bella vita
A bella vita è il primo album discografico di Brigan Tony; pubblicato nel 1975 con il titolo A zita pilusa, venne poi ristampato nel 1976 col nuovo titolo.

## Tracce
Testi e musiche di Antonino Caponnetto.
1. La bella vita
2. Tu non mi ami
3. Lu to ricordu
4. A zita pilusa
5. Ccu mi l'ha fattu fà
6. Sogno d'emigrante
7. Margherita
8. Amuri di marinaro
9. Tali matri tali figghia
10. Rosetta
11. I tempi d'oggi
12. Devo andare